# Tacarigua de Mamporal
Tacarigua de Brión; es una de las tres parroquias del Municipio Brión. El origen del nombre es una palabra de origen Caribe que designa al árbol balso. Sus comunidades más importantes son Maturín, Las Martínez, Gamelotal y La Fundación. Posee una superficie de 57 km², una población de 14.128 habitantes y una densidad de 247,86 hab/km². antes era un sector de muchas palmas y de allí su nombre. Tacarigua fue fundada por familias Castellanos y antes era denominada como los «Fundo Tacarigua».
Anteriormente esta «Parroquia de Tacarigua» era designada como Tacarigua de Mamporal, y muchas de sus casas son muy tradicionales dentro del poblado, como las de Bahareque con techo de tejas, y también existen casas solariegas entre sus calles principales por lo que se pueden localizar algunas viviendas de la época colonial, todas hoy en día mezcladas entre sus nuevas urbanizaciones del poblado Mirandino Tacarigueño.
Tacarigua (en Lengua Caribe Palma Real) Tacarigua de Brión es un valle del Municipio Brión, en la Llanura de Barlovento, del estado Miranda (Venezuela). El pueblo de Tacarigua se encuentra situado en un surcado del río de Capaya, cuyas aguas busca la forma en salir hacia el mar. El núcleo más antiguo se formó alrededor de la antigua plaza central y sus alrededores con la iglesia, del cual quedan algunos vestigios de sus casas, Hacienda, fundos y parcelamientos estos algunos no visibles, donde ya se edificó en la época colonial la iglesia de Jesús, María y José, culto que les pertenece cuando Tacarigua fue fundada el 16 de marzo de 1764, en donde se celebró en el año 2014, los 250 años desde su fundación.

## Historia
Mamporal fue un pueblo con una jurisdicción original bajo el nombre del “Valle de Santo Domingo de Mamporal”, y que a principio de los años del 16 de enero de 1738, bajo una clase eclesiástica por la iglesia con el sello de los “Curato Rural” y quien la designaría fue por el fraile de la Orden mendicante de la iglesia católica, fray Francisco Blanco; luego en un acuerdo en solicitud por los hacendados en el Valle de Tacarigua, en donde se acordó en una división o separación de Mamporal en definitiva, logrando así su independencia y desde luego automáticamente se funda por decreto para la fecha del 16 de marzo de 1764, como el Curato de Jesús, María y José de Tacarigua, separándola también por defecto de los Curatos de Capaya.

## Creciente Confusión
Es por eso que la denominación de Tacarigua de Mamporal en un tiempo para acá, fue por una dependencia por necesidad muy injustificadamente con el poblado de Mamporal, quien mantuvo con el tiempo su importancia y supremacía, por lo que fue solamente un pretexto en unirlas nuevamente, por lo que fue una designación muy experimentada, en donde siguen honrando a su patrón original a Santo Domingo de Guzmán, y por sus intereses en recuperar algo más de sus reseñas de historia desde el principio del poblado de Tacarigua de Brión.

## En la Actualidad Mamporal y Tacarigua
Mamporal y Tacarigua antes pertenecían al mismo Distrito Brión, ahora destinadas y separadas por dos Municipio muy diferentes, llevando al Distrito Brión en calidad a Municipio Brión, no siendo su capital el pueblo de Tacarigua, y por otra parte el Municipio Buroz, siendo ahora su capital el poblado de Mamporal.